# Vrtoglavi muflon
Knjigo basni Vrtoglavi muflon je leta 2003 napisala pisateljica Polona Škrinjar. Ilustriral jo je Marjan Manček, izšla je pri založbi Gyrus v Ljubljani.

Kratka sodobna pravljica v slikaniški knjižni obliki govori o Muflonu, ki prebiva na gori. Spomladi, ko se stopi sneg, se mufloni umaknejo višje v gore. Mladi Muflon ima strah pred višino, zato ostane v vznožju gore še čez poletje. Muflon se gori zasmili, zato mu pomaga strah pred višino premagati z roso, ki jo poliže. Tako se lahko pridruži ostalim na vrhu gore.